# 姚新生
姚新生（1934年10月24日—），上海人，中国药学教育家与中药及天然药物化学家，中国工程院院士。

## 生平
1955年7月毕业于东北药学院（现沈阳药科大学）。1996年当选为中国工程院院士。